# Добросин
Добросин (укр. Добросин) — село во Львовском районе Львовской области Украины. Административный центр Добросинско-Магеровской сельской общины.
Население по переписи 2001 года составляло 2002 человека. Занимает площадь 24,30 км². Почтовый индекс — 80337. Телефонный код — 3252.